# MechWarrior 3050
MechWarrior 3050 ou BattleTech: A Game of Armored Combat est un jeu vidéo de simulation de mecha développé par Malibu Interactive et sorti en 1994 sur Mega Drive et 1995 sur Super Nintendo.

## Accueil
- AllGame : 3,5/5 (MD)[1]